# Kirchberg ob der Donau
Kirchberg ob der Donau é um município da Áustria localizado no distrito de Rohrbach, no estado de Alta Áustria.